# فرودگاه موش
فرودگاه موش (به انگلیسی: Muş Airport) یک فرودگاه همگانی و نظامی با کد یاتا MSR است که یک باند فرود بله دارد و طول باند آن آسفالت متر است. این فرودگاه در کشور ترکیه قرار دارد و در ارتفاع ۱۲۶۷ متری از سطح دریا واقع شده‌است.

## شرکت‌های هواپیمایی و مقصدهای پروازی
| شرکت‌های هواپیمایی                  | مقصدهای پروازی  |
| ---------------------------------- | --------------- |
| پگاسوس ایرلاینز                    | صبیحه گوکچن     |
| ترکیش ایرلاینز                     | آتاترک          |
| ترکیش ایرلاینز اجرا توسط آنادولوجت | اسن‌بوغا، ینی‌شهر |